# Josef Jahn (Radsportler)
Josef „Joschi“ Jahn (* 22. Oktober 1940 in Friedrichsdorf) ist ein deutscher Radrennfahrer und nationaler Meister im Radsport, der in den 1960er und 70er Jahren aktiv war. Er war Spezialist für Querfeldeinrennen (heutige Bezeichnung Cyclosport) und in dieser Disziplin DDR-Meister.

## Sportliche Laufbahn
Jahn begann 1956 mit dem Radsport bei der BSG Lokomotive Weimar. Von Dezember 1959 bis Juli 1961 war er Mitglied im ASK Vorwärts Leipzig, wo er auch im Straßenradsport aktiv war. Danach schloss er sich der SG Dynamo Dresden-Nord an. Er qualifizierte sich 1959 für die Teilnahme an den DDR-Meisterschaften im Querfeldeinrennen und wurde auf Anhieb hinter Manfred Brüning Vize-Meister. 1964 errang er den DDR-Meistertitel im Querfeldeinrennen in Lauchhammer. 1962 war er für die Teilnahme an der UCI-Weltmeisterschaft vorgesehen, die Mannschaft erhielt jedoch kein Visa zur Einreise nach Luxemburg. 1970 beendete er seine Laufbahn als Radsportler.

## Berufliches
1961 verließ er den ASK Vorwärts Leipzig, um an der Technischen Universität Dresden ein Studium der Kfz-Technik aufzunehmen. Nach Abschluss des Studiums arbeitete Jahn in Nordhausen und war im dortigen Motorenwerk als Entwicklungsingenieur tätig. Später arbeitete er im neuen Fahrradwerk als Entwicklungsleiter. 1990 wurde das Werk von der Firma Winora übernommen und Jahn wurde Geschäftsführer. Jahn erfand das erste Antiblockiersystem für Fahrräder. Da er als Angestellter kein Patent anmelden durfte, tat dies seine Frau. Später wechselte er zurück zur Motorenherstellung und arbeitete dort bis zum Renteneintritt.

## Ehrenamtliches Engagement nach Renteneintritt
2006–2007 amtierte Josef Jahn als Präsident des Lions Club Nordhausen.